# Frank M. Spinath
Frank Michael Spinath (* 1969 in Wipperfürth) ist ein deutscher Psychologe und Musiker. Seit 2004 ist er an der Universität des Saarlandes Professor für differentielle Psychologie und psychologische Diagnostik.

## Leben
Spinath studierte, promovierte und habilitierte sich 2003 an der Universität Bielefeld.  Er verbrachte 1997 ein halbes Jahr am King’s College London, wo er zusammen mit Robert Plomin an der TED-Studie (Twins early development study) arbeitete. Die Zwillingsforschung ist Spinaths bevorzugte Forschungsmethode, mit der er unter anderem auch Intelligenzunterschiede untersucht.

## Musik
Frank M. Spinath ist Sänger und Texter der Bands Seabound, Edge of Dawn, Ghost & Writer und Radioaktivists. Bei den Bands The Azoic, Diskonnekted, Liquid Divine, Stromkern und Seadrake hat er bei einzelnen Liedern gesungen.

## Veröffentlichungen
- Gerhard Stemmler, Dirk Hagemann, Manfred Amelang, Frank M. Spinath: Differentielle Psychologie und Persönlichkeitsforschung. 8. Auflage. Kohlhammer, Stuttgart 2016, ISBN 978-3-17-025721-4